# Teresa de Cardona i Enríquez
Teresa de Cardona i Enríquez fou abadessa de Santa Maria de Pedralbes de 1521 a 1562.
Era filla del duc de Cardona Joan Ramon Folc IV i Aldonza Enríquez y Quiñones. Cosina del rei Ferran II el Catòlic, aquest pactà el seu matrimoni amb Llorenç II de Mèdici. Teresa de Cardona renuncià (1515) els seus drets a l'herència paterna i a la materna a favor del seu germà, el duc Ferran I de Cardona, en consideració al dot quantiós que aportava al matrimoni (10.000 ducats d'or), però que, finalment no arribà a efectuar-se.
Posteriorment ingressà al monestir de Santa Maria de Jerusalem, i el 1521 fou elegida abadessa del de Pedralbes, on aconseguí nombrosos privilegis de Climent VII. Durant el seu abadiat es van escriure nou llibres, vuit per al cor i una santa regla, amb pergamí, caplletres i orles.